# Choc-top
Choc-top (còn gọi là choc bomb ở vùng Tây Úc) là món kem nhúng sô cô la phổ biến ở cả Úc và New Zealand và theo truyền thống thường được dùng tại rạp chiếu phim. Choc bomb theo một số phương ngữ dùng để chỉ những chiếc kem phủ sô cô la cứng ở rạp chiếu phim trong khi choc top là những chiếc kem phủ sô cô la mềm và được phân phối từ những chiếc xe chở kem như Mr Whippy hiện đã ngừng hoạt động từ lâu rồi.
Choc-top truyền thống là một muỗng kem vani được bao phủ trong một lớp vỏ sô cô la sữa cứng, nằm trên đỉnh một vỏ kem ốc quế. Những biến thể của loại kem này bao gồm nhiều hương vị kem khác nhau, chẳng hạn như sô cô la, sô cô la-bạc hà, dâu tây, rượu rum và nho khô, ớt sô cô la, dâu tây và chuối. Vỏ sô cô la có thể được nạm bánh kẹo, các loại hạt nhỏ và trộn kèm với hương liệu. Ví dụ như phủ một lớp đậu phộng băm nhỏ gọi là 'hedgehog' hoặc với một nửa thanh sô cô la 'Flake' đặt ở trên cùng của kem trước khi nhúng vào thứ sô cô la được gọi là 'rocket'. Một số loại choc-top có thương hiệu bao gồm Connoisseur, Bulla và Golden North.
Mặc dù ngày nay choc-top thường được sản xuất hàng loạt, nhiều rạp chiếu phim - bao gồm cả các chuỗi kem lớn - vẫn làm loại kem này bằng tay, và chất lượng hoặc tính chất thời thượng của choc-top ở rạp chiếu phim vẫn có thể thu hút những người xem phim. 
Rowena Foods, được thành lập vào năm 1990, là một trong những nhà phân phối choc-top lớn nhất cho các chuỗi rạp chiếu phim ở Úc, cho đến khi bị hãng Bulla Dairy Foods mua lại vào năm 2013.